# هربرت مارتن
هربرت مارتن (بالألمانية: Herbert Martin)‏ (29 أغسطس 1925 ألمانيا - 29 سبتمبر 2016 ألمانيا) هو لاعب كرة قدم ألماني سابق كان يلعب كمهاجم.

## روابط خارجية
- هربرت مارتن على موقع قاعدة بيانات كرة القدم.إي يو (الإنجليزية)
- هربرت مارتن على موقع بيانات كرة القدم. دي إي (الألمانية)
- هربرت مارتن على موقع ناشيونال فوتبول تيمز (الإنجليزية)
- هربرت مارتن على موقع عالم كرة القدم.نت (الإنجليزية)